# Shoals
Shoals település az Amerikai Egyesült Államok Indiana államában, Martin megyében, melynek megyeszékhelye is. Lakosainak száma 677 fő (2020. április 1.).

## Népesség
A település népességének változása:

| 2010 | 756 |
| 2020 | 677 |